# Ходзьо Цунетокі
Ходзьо Цунетокі (яп. 北条経時, ほうじょう つねとき; 1224 — 17 травня 1246) — японський самурайський державець, даймьо періоду Камакура. Голова роду Ходзьо. Як сіккен (регент) був фактичним володарем Японії у 1242–1246 роках.

## Життєпис
Походив з роду Ходзьо. Син Ходзьо Токіюдзі, губернатора провінції Вакаса, та Мацусіти Цен'ні. У 6 років втратив батька. У 1231 році опинився під опікою діда Ходзьо Ясутоікі. У 1234 році відбулася церемонія повноліття Цунетокі. У 1236–1237 роках обіймав посади в уряду сьоґуна (бакуфу) — молодшого, потім лівого радника. У 1241 році призначаний спадкоємцем посади сіккена.
У 1242 році, після смерті Ходзьо Ясутокі, успадкував посаду сіккена й владу над Японією. У 1243 році за наказом Цунетокі зведено буддійський храм Комио-дзі у Займокудза (поблизу Камакури). У 1244 році поставив нового сьоґуна — Фудзівара но Йоріцуґу. Під час свого правління Ходзьо Цунетокі провів судову реформу, що поліпшило винесення більш чесного рішення. У 1245 році сіккен одружився з представницею клану Адаті. Втім у травні того ж року захворів на жовтяницю. Стан його до серпня погіршився. Внаслідок цього оголосив своїм спадкоємцем молодшого брата Ходзьо Токійорі. У грудні Цунетокі дещо оклигав, але у березні 1246 року його здоров'я стало гіршим, й 17 травня він помер.